# André M. Pols
Andreas Maria (André M.) Pols (Antwerpen, 27 december 1893 - Kalmthout, 16 januari 1971) was een Belgisch musicoloog en musicograaf.
Hij was zoon van stuwer Cornelis Josephus Pols en Clementia Beernaert, wonende aan Welvaartstraat 60. Hij had in Ludovicus Pols een tweelingbroer. Hij was getrouwd met Ria de Vocht.
Hij kreeg zijn opleiding aan de rijksnormaalschool in Gent en gaf vervolgens een aantal jaren les. Hij was van 1920 tot 1944 bibliothecaris van de stadsbibliotheek Antwerpen. Hij baarde in 1924 opzien door een essay over Modest Moessorgski in het Nederlands uit te geven (Modest Petrowietsj Moessorgskie/Moessorgskiej en het Russies Volkslied). Andere publicaties waren Peter Benoits leertijd uit 1934, De Rückers en de klavierbouw in Vlaanderen uit 1942, Vlaamse muziek uit 1944, Franz Liszt uit 1950 en W.A. Mozart, een symposion uit 1953. Hij probeerde in de teksten de jeugd naar de klassieke muziek te trekken.
De andere kant van het werk van Pols was het vertalen/hertalen van bekende opera’s naar het Nederlands, bekend werd Così fan tutte van Wolfgang Amadeus Mozart. Ook de Der Ring des Nibelungen van Richard Wagner kreeg een Nederlandstalige versie.
Hij ontving de Reinaertprijs van Heemkunde Oost-Vlaanderen voor zijn reisverhaal Val de Loire, verslag van een fietsvakantie langs de Loire. Het Stedelijk Museum Amsterdam heeft van hem het boekwerk Het lied van de krijgsbende van Igorj. Ingel (1927), niet vanwege de tekst maar vanwege de houtsneden van Henri Van Straten.
André M. Pols werkte ook als vertaler voor Uitgeverij Heideland. 
Stefan Hermans beschrijft in zijn documentaire roman 'De opgang' (De Bezige Bij 2020) in hstk 37 het verblijf van Pols in Drongenhof (Gent) na de oorlog, met tot slot Pols' arrestatie wegens - vermeende - collaboratie. 